# Сметаніна Раїса Петрівна
Раїса Петрівна Сметаніна (рос. Раиса Петровна Сметанина, 29 лютого 1952) — радянська лижниця, чотириразова олімпійська чемпіонка, перша жінка в історії, яка виборола 10 медалей на зимових Олімпійських іграх.

## Біографія
Сметаніна народилася в сім'ї оленоводів, тренувалася в спортивному товаристві «Урожай» в Сиктивкарі. Вона брала участь у п'яти Олімпіадах, чотири рази виступаючи за Радянський Союз і один раз за Об'єднану команду. Крім 10 олімпійських медалей на її рахунку 12 медалей чемпіонатів світу. На Холменколленівському лижному фестивалі на рахунку Сметаніної 3 перемоги: в 10 кілометровій гонці у 1975, та двічі в гонці на 5 км у 1975 та 1979 роках. У 1975 вона була нагороджена Холменколленською медаллю.